# Folke T. Olofsson
Folke Teodor Olofsson, född 26 september 1943, är en svensk präst, författare och teolog.

## Biografi
Olofsson prästvigdes 1969 för Skara stift av biskop Sven Danell. Han disputerade 1979 för teologie doktorsexamen på en avhandling om B.F. Westcotts teologi.
Han har tidigare varit kyrkoherde i Rasbo församling, Uppsala stift. 1982 blev han docent i tros- och livsåskådningsvetenskap vid Uppsala universitet.
Olofsson har varit dekan i Svenska kyrkans fria synod och medverkade i boken Liv i kyrkan som gavs ut i samband med synodens möte 1985. Han har också medverkat i En ny bok om Kyrkan, publicerad 1989. Olofsson har även skrivit åtskilliga artiklar i bland annat Kyrklig Förnyelses årsböcker, Svensk Pastoraltidskrift (SPT), Keryx - en tidskrift för teologi och andligt liv, Laere og liv,  samt Touchstone(en) - A Journal of Mere Christianity. 
2015 gav han ut trilogin CREDO, där han ville "formulera för mig själv vad kristen tro är enligt kyrkan", med förhoppningen att den som lägger ifrån sig böckerna ska säga: ”Gud är ännu mycket större för mig nu, och jag ser hans närvaro i världen”. Olofsson har också publicerat lyrik bland annat i Bonniers Litterära Magasin (BLM), Vår Lösen och Horisont samt utgivit fem diktsamlingar.   
Olofsson har även undervisat vid Livets Ords Teologiska Seminarium. och vid Lutherakademin i Riga.   
Sedan mars 2021 medverkar Olofsson i podcasten En podd om Credo.